# Christensenia
Christensenia  es un género de helechos de la familia Marattiaceae. Comprende 6 especies descritas y de estas, solo 2 aceptadas.

## Taxonomía
El género fue descrito por William Ralph Maxon y publicado en Proceedings of the Biological Society of Washington 18(50): 239. 1905. La especie tipo es: Christensenia aesculifolia (Blume) Maxon

## Especies aceptadas
A continuación se brinda un listado de las especies del género Christensenia aceptadas hasta julio de 2015, ordenadas alfabéticamente. Para cada una se indica el nombre binomial seguido del autor, abreviado según las convenciones y usos.	
- Christensenia aesculifolia (Blume) Maxon
- Christensenia assamica (Griff.) Ching